# Papa Clemente III
Clemente III (Roma, 1130 — Roma, 20 de março de 1191) foi o 174º Papa da Igreja Católica Apostólica Romana, eleito a 19 de dezembro de 1187. Seu nome de nascimento era Paolo Scolari, cardeal-bispo de Palestrina, nascido em Roma cerca de 1130. Organizou a Terceira Cruzada, congregando a maior parte dos príncipes cristãos em torno do projecto de reconquista da Terra Santa. Governou a Igreja até o seu falecimento a 20 de março de 1191.

## Biografia
Clemente III foi eleito Papa para suceder a Gregório VIII, falecido dois dias antes e apenas dois meses após a eleição, numa sequência de pontificados curtos que levaram a que entre 1181 e 1198 tivessem passado pelo trono de Pedro cinco papas.
A escolha de Paolo Scolari para pontífice, apenas dois dias após a morte em Pisa do seu antecessor, foi bem acolhida pelo povo de Roma. Conhecido pelo seu carácter conciliador e sendo o primeiro nascido em Roma a ocupar o papado desde a rebelião de Arnoldo de Brescia, a sua eleição foi encarada como uma oportunidade de reconciliação e de pacificação que permitisse o retorno pacífico do papado à cidade.
Após uma breve negociação, foi assinado um tratado formal conciliando a soberania papal com as liberdades municipais entretanto conquistadas, e em Fevereiro de 1188 o papa entrou na cidade de Roma com o aplauso do povo, instalando-se sem oposição no Palácio Laterano. Ficou assim sanado mais um episódio da recorrente contestação ao poder temporal do papa na cidade de Roma.
Dando continuação à política dos seus imediatos antecessores, Clemente III empenhou-se na realização da Terceira Cruzada, contra o Islão na Terra Santa, organizando uma impressionante expedição congregando príncipes, nobres e soldados de toda a cristandade.  Através de uma intensa actividade diplomática, conseguiu impor uma trégua generalizada nas lutas entre os estados cristãos, criando as condições para a organização da almejada cruzada, concentrando os esforços bélicos da cristandade em torno do objectivo da reconquista do Santo Sepulcro em Jerusalém.
Um feito notável da diplomacia de Clemente III, a Terceira Cruzada conseguiu  congregar Filipe Augusto de França, Frederico Barba Ruiva do Sacro Império Romano-Germânico e Ricardo Coração de Leão de Inglaterra. O envolvimento de tão importantes personalidades levou a que fosse denominada a Cruzada dos Reis. Clemente III faleceu pouco antes da conquista de Acre, não assistindo aos sucessivos desastres na Palestina, à derrota da cruzada e ao desmoronar do sonho cristão da reconquista de Jerusalém.
A morte de Guilherme II da Sicília sem sucessão clara veio desencadear novo conflito entre o papado e a casa de Hohenstaufen quando Henrique VI, filho e sucessor de Barba Ruiva, reclamou o trono em nome de sua mulher Constança de Altavila. O papa, cuja soberania ficava ameaçada com a incorporação do reino das Duas Sicílias ao Sacro Império Romano Germânico, opôs-se tenazmente, no que foi apoiado pela nobreza e povo, ciosos da sua independência e temerosos da submissão a um imperador visto como estrangeiro. Com o apoio e investidura papal, Tancredo de Lecce, filho ilegítimo do falecido rei, foi aclamado. Tal levou à invasão pelas tropas imperiais de Henrique VI. No auge desta disputa, Clemente III faleceu, sendo sucedido por Celestino III .
Apesar das lutas que marcaram o seu termo, o pontificado de Clemente III, apesar de curto, foi caracterizado por uma forte acção diplomática, que se reflectiu na organização da Terceira Cruzada, e pelo fortalecimento da influência papal sobre a cidade de Roma e sobre a igreja europeia. Devem-se a Clemente III a separação da Igreja da Escócia da sé metropolitana de York e as canonizações de Otão de Bamberga e de Estêvão de Thiers.